# Le Siège de Numance
Pour l’article homonyme, voir Numance (homonymie).
Le Siège de Numance (El Cerco de Numancia) est une tragédie de la renaissance écrite en 1585 par Miguel de Cervantes et inspirée de la défaite de Numance lors de la Guerre de Numance face à l'Empire Romain au IIe siècle av. J.-C.
L'œuvre est connue selon plusieurs titres (Numance, Comédie du siège de Numance, La Destruction de Numance et La Tragédie de Numance) et est publiée à partir de textes manuscrits conservés à la Bibliothèque nationale d'Espagne. Une copie utilisée par une compagnie de théâtre du XVIIe siècle est conservée à la Hispanic Society of America sous le nom de codex « Sancho Rayón ». Celle-ci a fait l'objet au côté du Voyage de Parnasse d'une transcription en espagnol moderne en 1784. Aucun des deux documents ne peut être considéré comme original, bien que les éditeurs modernes préfèrent baser leurs publications de Numance sur le texte de Sancho Rayó.

## Thème
Comme dans toute tragédie, le thème de Numance est angoissant dès le départ, c'est un facteur fondamental du genre. La fatalité qui s'abat sur les habitants de Numance dès le début de l'œuvre créée une tension dramatique qui engendre la tragédie.
Numance est une ville celtico-ibérique qui résiste depuis des années au général romain Scipion et à ses troupes aux mœurs relâchées. Le général harangue ses troupes et leur ordonne de creuser un fossé pour isoler, affamer et prendre la place.
Deux ambassadeurs numantins proposent de signer la paix, mais Scipion refuse : il ne reste plus aux Numantins que l'alternative de la victoire ou de la mort. Deux figures allégoriques qui représentent l'Espagne et le Duero prophétisent la chute de la ville, mais également la grandeur future de l'Espagne de Philippe II, souverain contemporain de Cervantes.
À Numance, les prophéties d'une destruction imminente de la ville se multiplient. Cependant, et sans jamais perdre espoir, les chefs proposent un combat singulier – un Numantin contre un Romain – pour décider du sort de la guerre. Scipion, qui compte sur la chute de la ville à la suite d'une famine, refuse la proposition.
Exténués, les habitants se préparent à une attaque désespérée, mais les femmes, qui ont peur de rester seules à la merci des Romains après la probable déroute des Numantins, demandent à leurs maris de détruire toutes leurs possessions, de dévorer les quelques prisonniers romains, et de les tuer, elles, plutôt que de les laisser subir les outrages de l'armée de Scipion. Enfin, les habitants se donnent la mort les uns aux autres. Les Romains entrent dans une ville déserte lorsqu'ils voient le dernier des habitants de Numance se jeter d'une tour pour éviter qu'un seul Numantin ne soit exhibé à Rome comme trophée de guerre.

## Adaptations
La pièce de Cervantès fait l'objet d’une adaptation en français par Jean-Louis Barrault en 1937 au théâtre Antoine. Elle suscite plusieurs réactions chez les écrivains contemporains, notamment chez Georges Bataille. Jean-Louis Barrault reprend ensuite la pièce en 1965 au Théâtre antique d’Orange puis à l’Odéon-Théâtre de France avec la compagnie Renaud-Barrault. Il en confie la mise en scène chorégraphique à Isaac Alvarez, l'adaptation du texte à Jean Cau, les décors et les costumes à André Masson et la musique à José Berghmans.